# Costante di massa molare
La costante di massa molare, indicata con {\displaystyle M_{u}}, è una costante fisica definita come un dodicesimo della massa molare del carbonio-12: mu = m(12C)/12. La massa molare, m, di un elemento o composto chimico è la sua massa atomica relativa, mA, (chiamata anche peso atomico, e in generale a sua volta simile al numero di massa A) moltiplicata per la costante di massa molare:
{\textstyle m=M_{u}\,m_{A}}.
La mole e la massa atomica relativa erano definite nel Sistema Internazionale (SI) in modo tale che la costante fosse esattamente pari a 1 g/mol. In questo modo, il valore numerico della massa molare di un elemento, in grammi su mole, era uguale alla sua massa atomica relativa. Ad esempio, la massa atomica media del cloro è di circa 35,446 u, rendendo la massa di una mole di atomi di cloro circa 35,446 g. 
Il 20 maggio 2019, la definizione SI di mole è cambiata (dato che la costante di Avogadro ha assunto un valore esatto) dunque la costante di massa molare non vale più esattamente 1 g/mol. Secondo il SI, il valore di {\displaystyle M_{u}} dipende ora dalla massa di un atomo di carbonio-12, la quale deve essere determinata sperimentalmente. A partire da questa data, il valore consigliato dal CODATA è: {\textstyle M_{u}=1{,}000\ 000\ 001\ 05(31)\times 10^{-3}\ \mathrm {kg} \cdot \mathrm {mol} ^{-1}}. La differenza tra i due valori è minima ed è irrilevante ai fini pratici.
La costante di massa molare è utilizzata per scrivere equazioni dimensionalmente corrette. Informalmente si può dire "la massa molare m di un elemento è uguale alla sua massa atomica relativa  mA", ma, più precisamente, la massa atomica relativa è in unità di massa atomica, mentre la massa molare m ha le unità di massa per quantità di sostanza. Quindi, formalmente, m = Mu mA.

## Prima della ridefinizione del 2019
La costante di massa molare era una delle poche costanti fisiche che avevano un valore definito in modo esatto anziché essere misurato sperimentalmente. Nella vecchia definizione di mole, la massa molare del carbonio-12 era esattamente 12 g/mol. Dalla definizione di massa atomica relativa, la massa atomica relativa del carbonio-12 è esattamente 12. La costante di massa molare era quindi data da:
{\displaystyle M_{\text{u}}={{\text{massa molare  }}[M(^{12}\mathrm {C} )] \over {\text{massa atomica relativa }}[A_{\text{r}}(^{12}\mathrm {C} )]}={{12\ {\rm {g/mol}}} \over 12}=1\ {\rm {g/mol}}}
La costante di massa molare è correlata alla massa di un atomo di carbonio-12 espressa in grammi dalla seguente equazione:
{\displaystyle m({}^{12}{\text{C}})={\frac {12\times M_{\text{u}}}{N_{\text{A}}}}}
Dato che la costante di Avogadro ha un valore fissato, la massa di un atomo di carbonio-12 dipende dall'accuratezza e dalla precisione del valore della costante di massa molare.

## Dopo la ridefinizione del 2019
Dato che la ridefinizione delle unità del SI del 2019 ha dato alla costante di Avogadro un valore numerico esatto, il valore della costante di massa molare non è più considerato esatto e la sua precisione aumenterà con sperimentazioni future.
Una conseguenza di questo cambiamento è che la relazione tra la massa dell'atomo di 12C, l'uma, il chilogrammo e il numero di Avogadro non è più strettamente valida. È stato quindi necessario modificare una delle seguenti affermazioni:
- La massa di un atomo di 12C è esattamente pari a 12 u.
- Un numero di Avogadro di unità di massa atomica corrisponde a un grammo 1 g = 6,02 × 1023 u.

La formulazione della 9ª Brochure del SI riporta che la prima affermazione resta valida; di conseguenza la seconda non è più esattamente vera. 
La costante di massa molare è ancora molto vicina a 1 g/mol, ma non più esattamente uguale. L'appendice 2 della 9ª brochure SI afferma che "la massa molare del carbonio 12, m(12C), è pari a 0,012 kg⋅mol−1 entro un'incertezza standard relativa pari a quella del valore raccomandato di NA·h al momento dell'adozione della presente risoluzione, ossia 4,5×10−10, e che in futuro il suo valore sarà determinato sperimentalmente". Questa affermazione non fa riferimento all'unità di massa atomica ed è coerente con entrambe le affermazioni.
La definizione più recente è quindi:
{\displaystyle M_{u}=N_{A}\,u}
dove NA la costante di Avogadro e u è la unità di massa atomica.